# Swingin’ with Raymond
Swingin’ with Raymond – pochodzący z 1995 roku, ósmy oficjalny album brytyjskiej anarchopunkowej grupy Chumbawamba.

## Lista utworów
1. This Girl – 3:44
2. Never Let Go – 4:04
3. Just Look At Me Now – 3:23
4. Not The Girl I Used To Be – 4:02
5. The Morning After (The Night Before) – 3:33
6. Love Can Knock You Over – 3:36
7. All Mixed Up – 4:09
8. This Dress Kills – 3:32
9. Salome (Let's Twist Again) – 3:50
10. Oxymoron – 3:36
11. Waiting, Shouting – 2:55
12. Hey! You! Outside Now! – 3:52
13. Ugh! Your Ugly Houses! – 2:22